# 银川平原

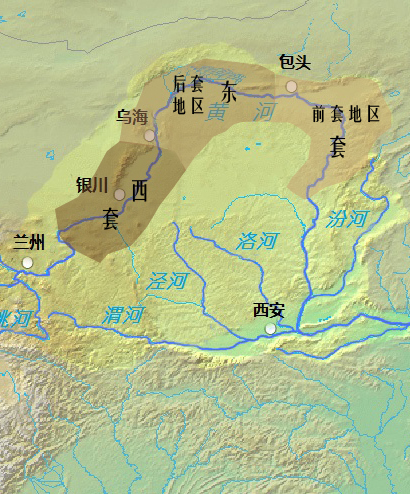
河套银川一帶

银川平原，是位于中国宁夏回族自治区中北部的一个平原。银川平原属于河套平原中的西套平原，是一个冲积平原。

## 地理
银川平原宁夏平原中北部，北到石嘴山，南至黄土高原，东临鄂尔多斯高原，西接贺兰山。黄河从南至北流过银川平原。东西宽10～50公里，南北长280公里，面积7800平方公里。海拔1100～1200米。地质构造上属于断层陷落后经黄河冲积而成，及平原湖沼长期淤积而成。
银川平原分南北两部，以青铜峡为界，以北为银吴平原，以南为卫宁平原。
银川平原处于温带干旱地区，日照充足，年均日照时数3000小时左右，无霜期约160天。昼夜温差较大，年降水量200毫米左右。

## 经济
由于黄河流经银川平原，加之秦代蒙恬屯兵以来历朝历代在银川平原兴修各种水利设施，秦渠、汉渠、唐徕渠、惠农渠等灌渠形成了银川平原的灌渠网络，使得银川平原的灌溉农业十分发达，又有“天下黄河富宁夏”之称。截止2008年，银川平原各时期修建的干支渠总数已达3000多条，总长度7000多公里；灌溉排水沟有40条，总长度1825公里。依托良好的灌溉条件，加之银川平原日照时间长，昼夜温差大，使得银川平原可以大规模种植水稻、小麦、大豆、玉米、甜菜等作物，是西北重要的产粮基地，并且还是中国西北最大的水产养殖基地。由于良好的农业基础，银川平原素有“塞上江南”之美誉。